# 民主街道 (松原市)
民主街道，是中华人民共和国吉林省松原市宁江区下辖的一个乡镇级行政单位。

## 行政区划
民主街道下辖以下地区：
兴旺社区、龙源社区、民强社区、主力社区和富江苑社区。